# Roberta Invernizzi
Roberta Invernizzi (Milà, 16 novembre de 1966) és una soprano italiana especialitzada en música barroca.
Considerada una de les més grans intèrprets de música antiga a nivell internacional, va començar a estudiar piano i contrabaix per després dedicar-se al cant, i s'especialitzà en música barroca i del període clàssic. Ha participat en moltes òperes en Itàlia, Europa i Estats Units, especialment del repertori barroc, i ha participat a més de seixanta produccions discogràfiques. La gravació de les Cantates per al Cardenal Pamphili de Haendel li ha valgut el Premi Stanley Sadie de 2007, i novament el 2010 amb un altre disc de Haendel, aquesta vegada amb la cantata Clori, Tirsi e Fileno. A La Scala de Milà va debutar el 1994, mentre que al teatre La Fenice debutà el 1998 en un concert amb tercets i madrigals d'Antonio Lotti, amb Alan Curtis.
Actualment, a més de la seva carrera com a intèrpret, ensenya cant barroc al Conservatori Maderna de Cesena i al Centre de Música Antiga de Nàpols.